# 路易斯·伊纳西奥·卢拉·达席尔瓦
路易斯·伊纳西奥·卢拉·达席尔瓦（葡萄牙語：Luiz Inácio Lula da Silva，葡萄牙語發音：[luˈiz iˈnasju ˈlulɐ dɐ ˈsiwvɐ] ⓘ；1945年10月27日—），通称“卢拉”（Lula），是巴西左翼政治家，巴西第35任（2003年—2010年）及第39任（現任）总统，巴西劳工党创始成员。巴西历史上第一位工人出身的总统、第二位通过直接选举获得连任的总统。
卢拉出身贫穷，是一名冶金工人和工会成员，1980年代中期担任冶金工人工会主席。他也是军事独裁时期最大规模罢工的主要组织者之一，这些罢工使政府陷入困境，并加速了军政府的垮台。盧拉在其八年總統任期中廣施社會制度改革，包括家庭補助金、零飢餓計劃等，旨在脫貧及提高該國工人階級地位。作为总统，在国际事务方面，卢拉在伊朗核计划和气候变化中发挥了突出作用，被形容为“一个有着改变国家间权力平衡的大胆野心的人”。卢拉也带来了巴西的社会和经济转型，根据世界银行的数据，巴西的人均GDP在此期间增長三倍，使巴西成为一个區域強權。
2022年，卢拉第五次参加总统选举，并于大选中击败时任总统雅伊爾·博索納羅，成为巴西第一位获得第三个任期的总统，也是繼热图利奥·瓦加斯之後又一位在卸任后再度当选的巴西总统。
他的政治实践被称为“卢拉主义”。

## 早年
卢拉生于巴西欠发达的伯南布哥州的一个小村庄。1952年，母亲把他和他的7个兄弟姐妹带到圣保罗州港口城市桑托斯。由于在桑托斯容易找到就业机会，席尔瓦12岁時辍学工作。17岁时，他在一家工厂做门把手。21岁的时候，正在工厂工作的盧拉由于一次意外割断了一个手指；大约在这个时候，卢拉开始投身工人运动，这时期的工会受到右翼軍政府的大力压制和政治打壓。23岁时，卢拉娶了邻居玛丽亚·德洛德斯，两年后已有8个月身孕的妻子死于肝炎，腹中胎兒也因此死亡。
1970年代，卢拉协助组织多次的工会运动包括几次大规模的罢工，曾被逮捕拘禁一个月但由于抗议示威活动很快被释放。从工会积极分子开始，卢拉渐成为个人运动领袖并转入政坛。1975年和1978年，卢拉两次当选圣保罗州工会主席，曾领导反对右翼军政府独裁的工人运动。
1980年2月10日，卢拉与一些工会领袖、学者和知识分子建立“劳工党”（PT）， 1983年参与组建“劳工统一中心”（CUT），1986年当选国会联邦众议员，出任劳工党主席直至1994年。

## 首任总统（2003—2010）

### 总统之路
卢拉曾于1989年、1994年和1998年三次参加总统竞选但落敗。華爾街曾發出訊號，如果卢拉當選會將資金撤離巴西。2002年他代表左派第四次參加总统选举，方成功当选，成為巴西历史上第一位通过选举取得政权的左派总统。

### 任内举措
上任後，卢拉推行溫和的社會經濟改革路線，增加社會褔利：比如推行零饥饿计划以及家庭补助金計劃等，使得巴西贫困人口减少一半以上。同时，因和巴西民主運動联盟的原因，他也被迫繼承過去社會民主黨政府一些新自由主義的部分經濟政策。他也延續前任總統的财政保守主义。2006年，在總統選舉第二輪投票成功连任，並領導中間偏左聯盟取得國會多數議席。在卢拉执政期间，巴西经济年均增长4.3%。2010年，巴西跃升为世界第七大经济体。2010年12月31日，卢拉卸任。在他的卸任當年，亞馬遜雨林森林砍伐量相較於他上任時下降了72%，而要求吃饱饭的巴西人比例为4%。

### 外交

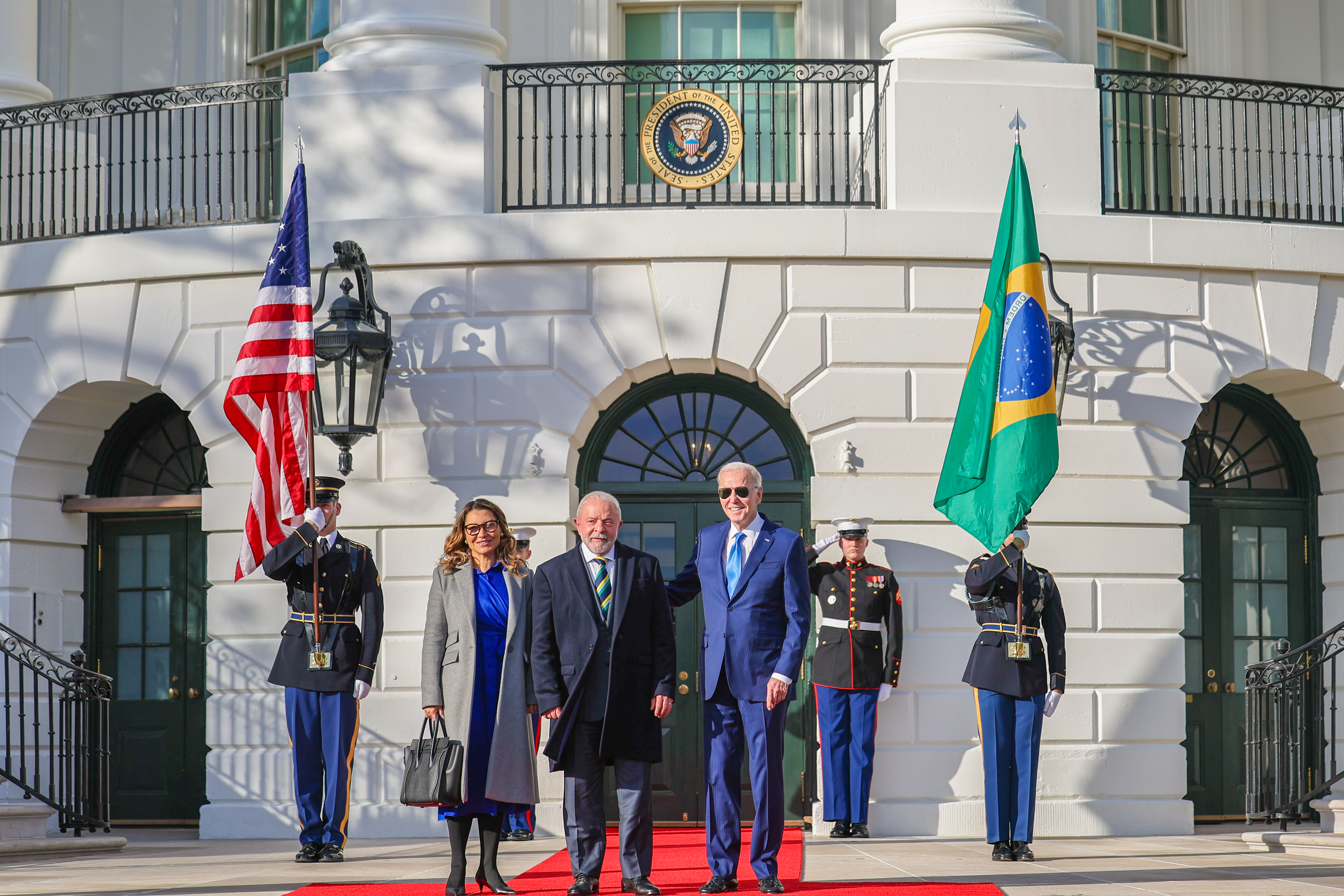
2023 年 2 月，盧拉和美國總統喬·拜登在白宮

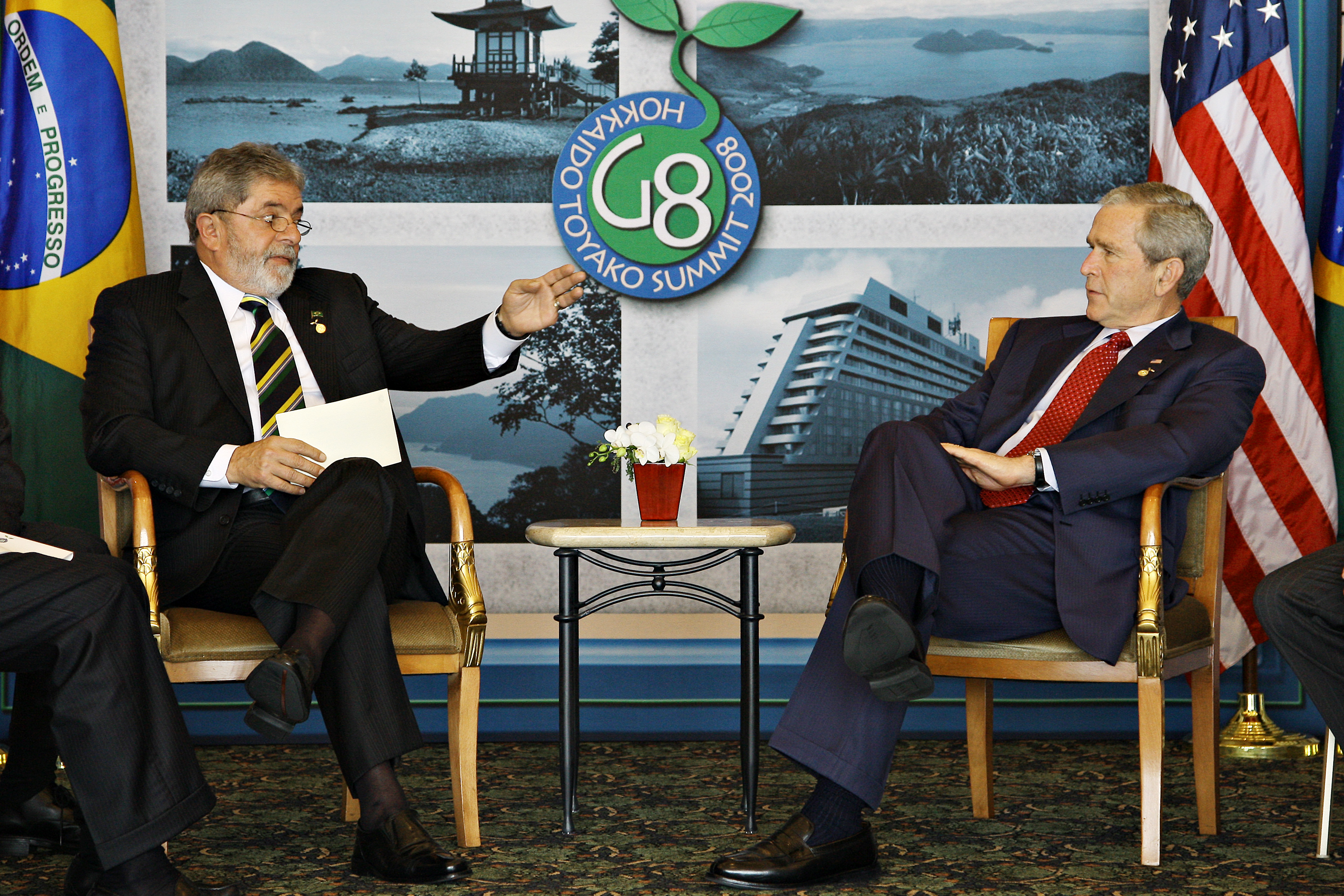
盧拉和美國總統乔治·沃克·布什 在 2008 年日本八國集團會議上

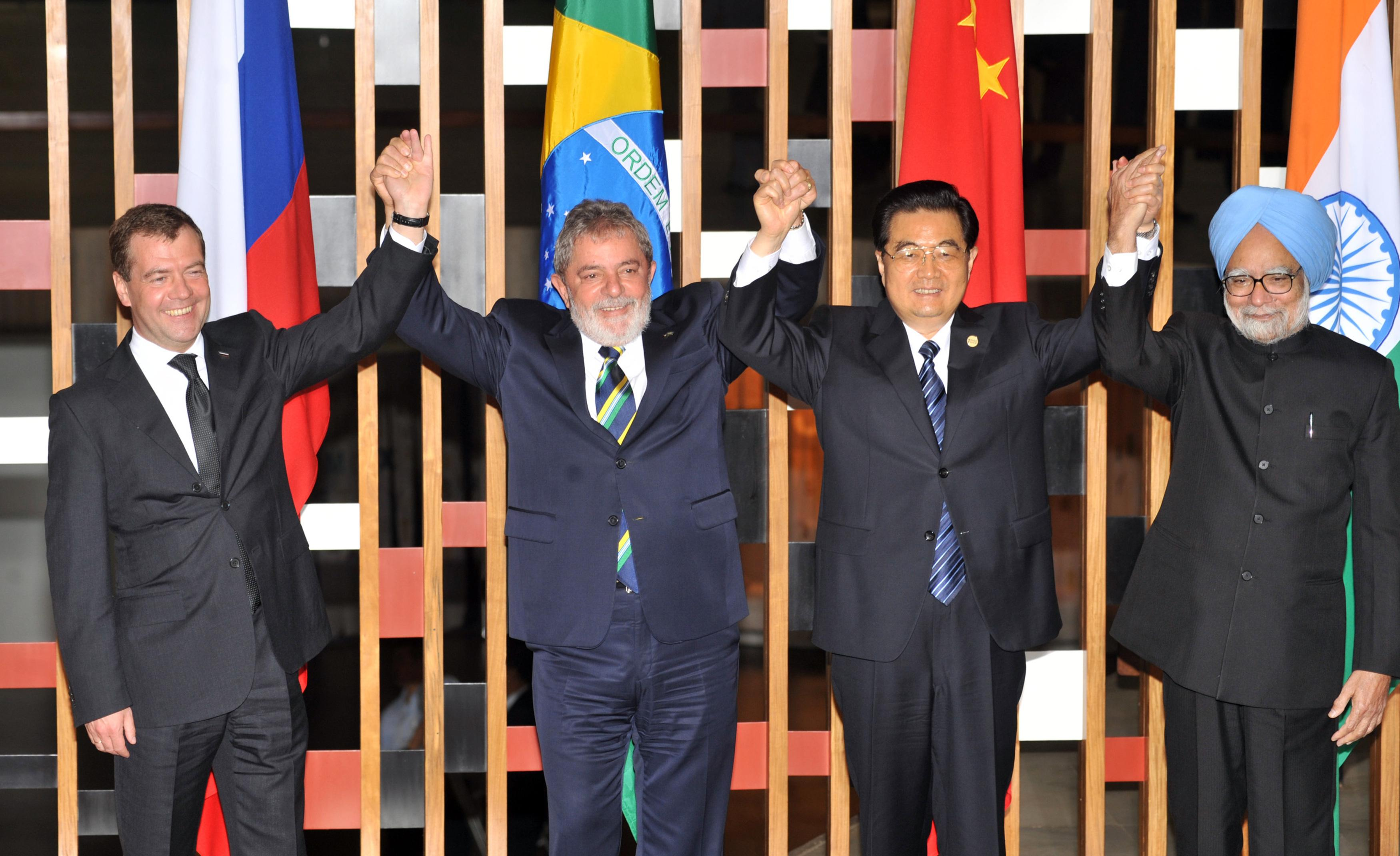
2010年金磚四國領導人合影，左二为卢拉

作為一個競爭激烈的農業大國的領導者，盧拉普遍反對和批評農業補貼，這一立場被視為發展中國家罷工以及隨後 2003 年坎昆世界貿易組織關於八國集團農業補貼談判破裂的原因之一。  巴西在委內瑞拉和哥倫比亞的內部衝突談判中發揮了重要作用，並集中力量加強南方共同市場。  盧拉執政期間，巴西對外貿易大幅增長，2003年後由逆差轉為多次順差，2004年順差$290億美元，原因是全球大宗商品需求大幅增長。 巴西還向聯合國提供了維和部隊，並領導了海地維和行動。

## 卸任后及其争议（2011—2022）
2011年1月1日，卢拉以高达87％的支持率结束任期，以其「卢拉主义」在巴西政治上留下了不朽印记，並由其幕僚长迪尔玛·罗塞夫接任。他被誉为巴西历史上最受欢迎的政治家之一，在任期内亦是世界各國中支持率最高的政治家。
2011年10月，40年烟龄的卢拉被诊断出患有喉癌，并接受了化疗，最终成功康复。

### 贪腐丑闻
在巴西于2014年开始的洗車行動背景下，卸任后的卢拉身陷贪腐丑闻。盧拉于2015年4月捲入与巴西石油公司相关的貪腐案中。2016年，时任总统罗塞夫试图将卢拉任命为她内阁中的民政院幕僚长。但由于此时最高联邦法院已经对卢拉展开调查，而就任这一职务将会使卢拉受到法律保护，故最高联邦法院法官门德斯将此任命驳回。2017年7月，在一场极富争议的审判下，卢拉被控涉嫌洗钱和贪污，经联邦法官莫罗审判获刑九年半，并最终在次年4月上诉失败后加刑至12年。4月7日晚，卢拉从圣保罗出发前往巴拉那州首府库里奇巴，正式向警方投案，并最终入狱。
卢拉在狱中度过了580个日夜。其入狱后，随即引起全国各地支持者的广泛不满。另外，2018年巴西大選落幕后，博索纳罗就任总统后，负责调查和审判“洗车运动”的莫罗旋即被任命司法和公共安全部长。有说法指，莫罗在调查中有失偏颇，其意在使在全国受到广泛支持的卢拉无法参加2018年的总统选举。2019年11月，巴西最高法院裁定在上訴未決前監禁被告非法，故判決立即将盧拉釋放。8日，随着釋憲案推翻，卢拉经巴拉那州聯邦法院批准釋放。
2021年3月8日，最高法院法官裁定巴拉那聯邦法院不具審理權限，原先判決宣告無效，并因此撤銷了對盧拉作出的所有判決。3月下旬，最高法院再裁定當時負責該案的莫羅判決時存有偏見。4月15日，最高法院多數法官確認廢止有罪判決的決定，恢复了卢拉的政治权利，为其再度竞选总统铺平道路。6月24日，莫罗对卢拉提起的所有案件均被撤销。2022年，联合国人权小组称巴西对卢拉的审判违反了正当程序，人权事务委员会认定，对巴西前总统卢拉的起诉侵犯了他获得公平审判的权利、隐私权和政治权利。

## 再任总统（2023—）

### 2022年总统大选
由于巴西宪法仅规定总统可连选连任一次，而并未规定已连任两届卸任后的总统不可再次成为总统。2021年5月，卢拉表示，他将在翌年10月举行的大选中挑战极右阵营的时任总统博索纳罗，竞选第三个任期。
2022年10月30日，在第二轮选举后，卢拉以极微弱优势（50.8%）险胜博索纳罗。卢拉于2023年1月1日正式再次就任，以77歲之齡成為巴西最年长的總統。
盧拉當選新一屆總統後，發表勝利演說，呼籲和平及團結及讓巴西重返國際舞台。对选举结果表示不满的博索纳罗支持者于次年1月8日冲击位于巴西利亚三权广场的最高法院、国会和普拉納托宮，向卢拉表达不满。
盧拉第二次上台之後，第一個出訪的國家是中華人民共和國，原定3月26日出發，但因患感冒而被迫推遲至同年4月11日出訪，是盧拉的第五次訪華，中华人民共和国官方稱他為“中國人民的老朋友”。 

## 著作
- 在2021年4月13日，巴西前总统卢拉访问中国期间，卢拉向中国赠送了一本亲笔书写的《我的中国梦》。《我的中国梦》是一本充满个人情感和智慧的著作。该书记录了卢拉在中国多次访问和交流的经历，深刻地表达了他对中国文化、人民和发展道路的认同和敬意。同时该书也呈现了卢拉作为国际政治家的眼光和智慧，他对中巴合作的前景和意义进行了深入的剖析和思考。
- 2022年11月10日，巴西胜选总统卢拉在一次支持者集会上发表了演讲《我必须再当总统的唯一原因，是要努力恢复人民的尊严》。

## 家庭
盧拉的母親擁有葡萄牙和部分意大利血统。盧拉的父亲于1978年因酗酒去世。
卢拉一共结过三次婚。卢拉的第一任妻子玛丽亚·代·路得丝因肝炎在怀孕期间去世。卢拉与第二任妻子马里萨·莱蒂西亚·席尔瓦有四个孩子，马里萨于2017年因脑中风逝世。2017年，卢拉与社会学家罗桑杰拉·席尔瓦开始交往，两人最终于2022年5月结婚。

## 荣誉

### 外国勋章奖章
| 勋带                   | 国家         | 荣誉                                    | 时间       | 参考.  |
| ---------------------- | ------------ | --------------------------------------- | ---------- | ------ |
|                        | 阿尔及利亚   | 大十字国家荣誉勋章                      | 2006.02.07 | [ 42 ] |
|                        |              | 大十字贝宁国家勋章                      | 2013.03.17 | [ 43 ] |
|                        | 玻利维亚     | 安第斯神鹰勋章                          | 2007       |        |
|                        |              | 阿米尔卡·卡布拉尔大十字勋章             | 2004.07.29 | [ 44 ] |
|                        | 哥伦比亚     | 大十字博亚卡勋章                        | 2005.12.14 | [ 45 ] |
|                        | 古巴         | 大十字卡洛斯·曼努埃尔·德·塞斯佩德斯勋章 | 2019.12.20 | [ 46 ] |
|                        | 丹麦         | 大象骑士勋章                            | 2007.09.12 |        |
|                        |              | 圣洛伦索国家勋章                        | 2013.06.06 |        |
|                        | 加彭         | 大十字赤道星勋章                        | 2004.07.28 | [ 47 ] |
|                        |              | 加纳之星勋章                            | 2005.04.13 | [ 48 ] |
| Medalha Amílcar Cabral |              | 阿米尔卡·卡布拉尔勋爵                   | 2010       | [ 49 ] |
|                        |              | 圭亚那卓越勋爵                          | 2010.12.25 | [ 50 ] |
|                        | 墨西哥       | 阿兹特克之鹰勋章                        | 2007.08.03 | [ 51 ] |
|                        | 挪威         | 大十字挪威皇家功绩勋章                  | 2007.09.13 |        |
|                        | 挪威         | 大十字圣奥拉夫勋章                      | 2003       |        |
|                        | 巴勒斯坦     | 巴勒斯坦国勋章                          | 2010       |        |
|                        | 巴拿马       | 奥马尔·托里霍斯·埃雷拉勋章              | 2007.08.10 | [ 52 ] |
|                        | 秘魯         | 大十字钻石秘鲁太阳勋章                  | 2003.08.25 | [ 53 ] |
|                        | 葡萄牙       | 大十字塔剑勋章                          | 2008.03.05 | [ 54 ] |
|                        | 葡萄牙       | 葡萄牙自由勋章                          | 2003.07.23 | [ 54 ] |
|                        | 西班牙       | 伊莎贝尔一世骑士勋爵                    | 2003       | [ 55 ] |
|                        | 沙烏地阿拉伯 | 阿卜杜勒阿齐兹·沙特勋章                 | 2009       |        |
|                        | 南非         | 奥利弗·坦博名誉勋章                     | 2011       |        |
|                        | 瑞典         | 皇家六翼天使勋爵                        | 2007       | [ 56 ] |
|                        | 叙利亚       | 倭马亚勋章一等                          | 2010       |        |
|                        | 乌克兰       | 智者雅罗斯拉夫勋章一等                  | 2003       | [ 57 ] |
|                        | 乌克兰       | 自由勋章                                | 2009       | [ 58 ] |
|                        | 英国         | 巴斯大十字骑士勋爵                      | 2006       | [ 59 ] |
|                        | 尚比亞       | 大指挥官级赞比亚之鹰勋章                | 2010       | [ 60 ] |